# De Simon Bus
La société De Simon S.p.A. était une entreprise italienne réputée de carrosserie industrielle créée en 1925 à Osoppo dans la région du Frioul.

## L'histoire
La carrosserie De Simon a été créée en 1925, période difficile où l'Italie, sortie victorieuse de la Première Guerre mondiale était, comme beaucoup d'autres pays européens, épuisée par l'effort de guerre et les bouleversements qui s'ensuivirent. L'activité économique tardait à se reprendre.
Giovanni De Simon commença son activité par la fabrication de châssis en bois pour autobus. Quelques années plus tard, son fils Ilvo engage l'entreprise vers la réalisation de carrosseries spéciales en utilisant les châssis en acier fournis par les constructeurs italiens Alfa Romeo, Fiat, Lancia et OM. 
C'est à partir de 1960 que l'entreprise familiale connaîtra une forte croissance et deviendra un des constructeurs les plus recherchés en matière de carrosserie d'autobus urbain. La quasi-totalité de la production est réalisée à partir de châssis pour autobus fournis par Fiat V.I.. Rares étaient les régies municipales de transport d'Italie du Nord (ATM) à ne pas compter dans leur parc des autobus Fiat carrossés par De Simon.
Au début des années 1970, en Italie, les entreprises de transport (autocaristes publics) sont en pleine transformation, beaucoup se regroupent ou fusionnent en pleine première crise pétrolière. La production des autobus et autocars est toujours assurée par un très grand nombre de carrossiers spécialisés, utilisant les bases mécaniques FIAT puis IVECO dont les châssis sont nombreux et parfaitement conçus pour ce type d'utilisation mais qui utilisent, souvent, des éléments mécaniques communs. Les carrosseries, par contre, sont toujours différentes souvent à la demande du client qui ne souhaite pas une trop grande uniformité. La crise pétrolière va faire changer les mentalités et De Simon lance sa gamme unifiée, la standardisation des composants. Le constructeur va proposer une nouvelle gamme de véhicules dont les composants principaux sont standardisés : parebrise, fenêtres latérales, portes, parechocs, etc. L’idée était assez révolutionnaire. Cela a permis de faire baisser sensiblement les coûts de fabrication, de réparation, de réduire les délais d'homologation et d'approvisionnement de ces composants. En fait, le constructeur italien proposait depuis le début des années 1950 ce type de solution mais uniquement pour uniformiser sur chaque véhicule le parebrise et la lunette arrière, afin d'en réduire le coût mais surtout les délais d'approvisionnement en cas de remplacement.
Le 6 mai 1976, la région du Frioul est frappée par un terrible tremblement de terre qui a touché 77 communes, fait 989 victimes et 45.000 sans abri. Les conséquences de ce séisme, dont les répliques fortes se sont poursuivies jusqu'en septembre 1976, ont été  catastrophiques pour la région mais également pour l'entreprise dont tous les bâtiments d'une surface de 70 000 m2 ont été détruits et il faudra deux ans pour tout reconstruire et faire redémarrer la production.

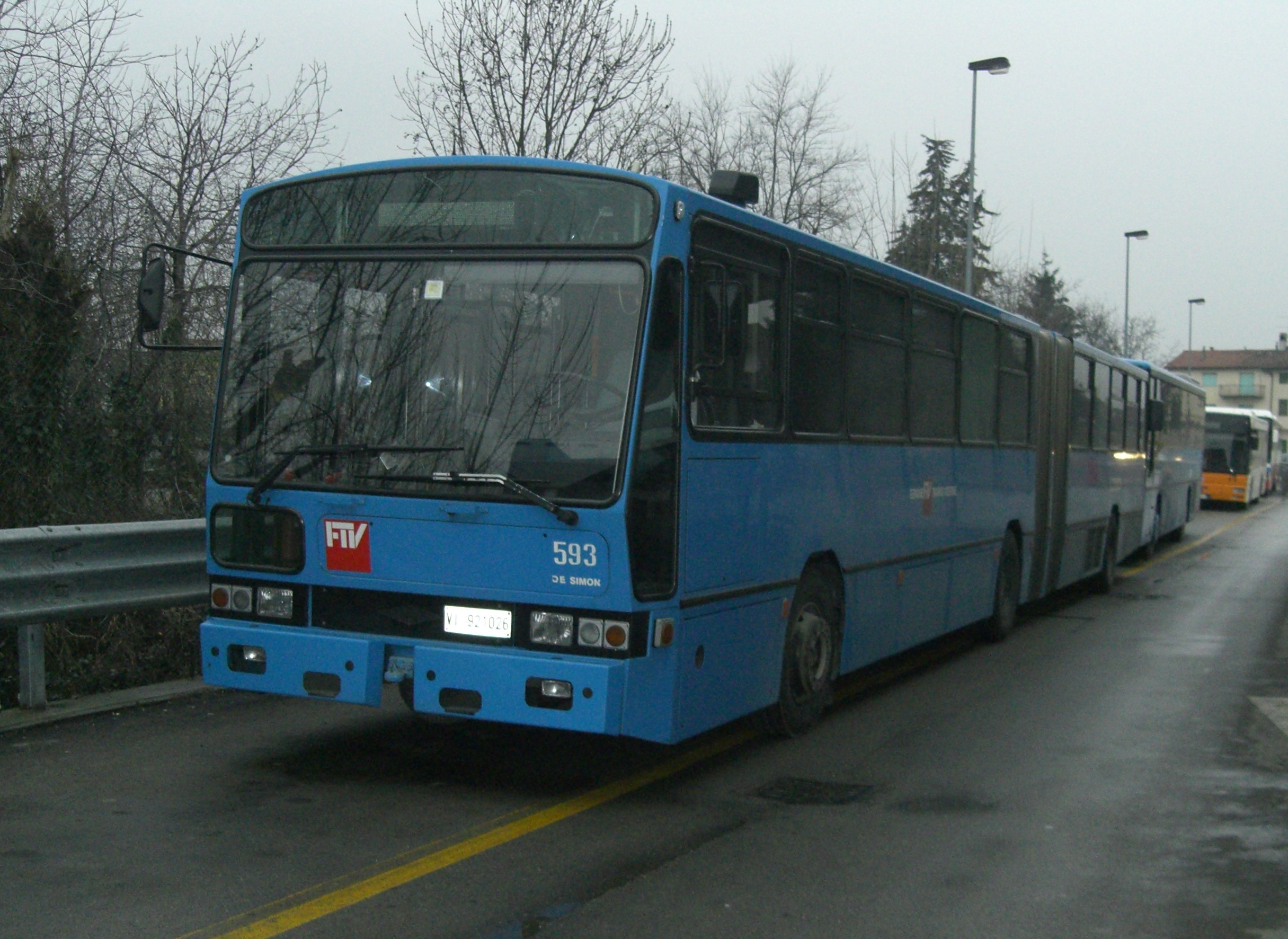
Autobus interurbain articulé Inbus AID 280 FT De Simon aux couleurs normalisées en Italie

À partir de 1975, De Simon entame une collaboration étroite avec la division autobus de Breda C.F. qui donnera naissance au consortium InBus SpA, un groupement d'entreprises spécialisées dans la construction d'autobus. En 1980, InBus a connu sa meilleure performance avec presque 30 % du marché italien des autobus urbains.
En 1987, De Simon sort du groupement InBus SpA et reprend son indépendance. La direction engage alors une collaboration avec les constructeurs IVECO et Renault. La spécialité de l'entreprise est l'utilisation de l'acier inox dans ses carrosseries, détail qui fera à nouveau sa renommée. La production s'oriente alors vers les autocars, délaissant les autobus urbains dont les régies renouvellent moins fréquemment leur parc sans connaître d'expansion. Elles préfèreront souvent acquérir les modèles standards complets des grands constructeurs dont le prix d'achat est manifestement plus compétitif qu'un modèle fabriqué sur mesure.
Les autres membres du consortium InBus SpA fusionnent pour former Bredabus qui va devenir une marque d'autobus. En 1989, Breda C.F. rachète la Carrozzeria Menarini qui, intégrée au sein du groupe public Finmeccanica, va devenir BredaMenarinibus.
À partir de 1993 et l'ouverture totale des marchés européens à la concurrence, (mais toujours pas vraiment en France !), de grands constructeurs, MAN, Mercedes-Benz et Scania font appel à De Simon pour carrosser certains de leurs modèles. De Simon réalise également plusieurs modèles spéciaux pour Van Hool (dont le Van Hool AG300) et deviendra même le dépositaire de la marque en Italie. 

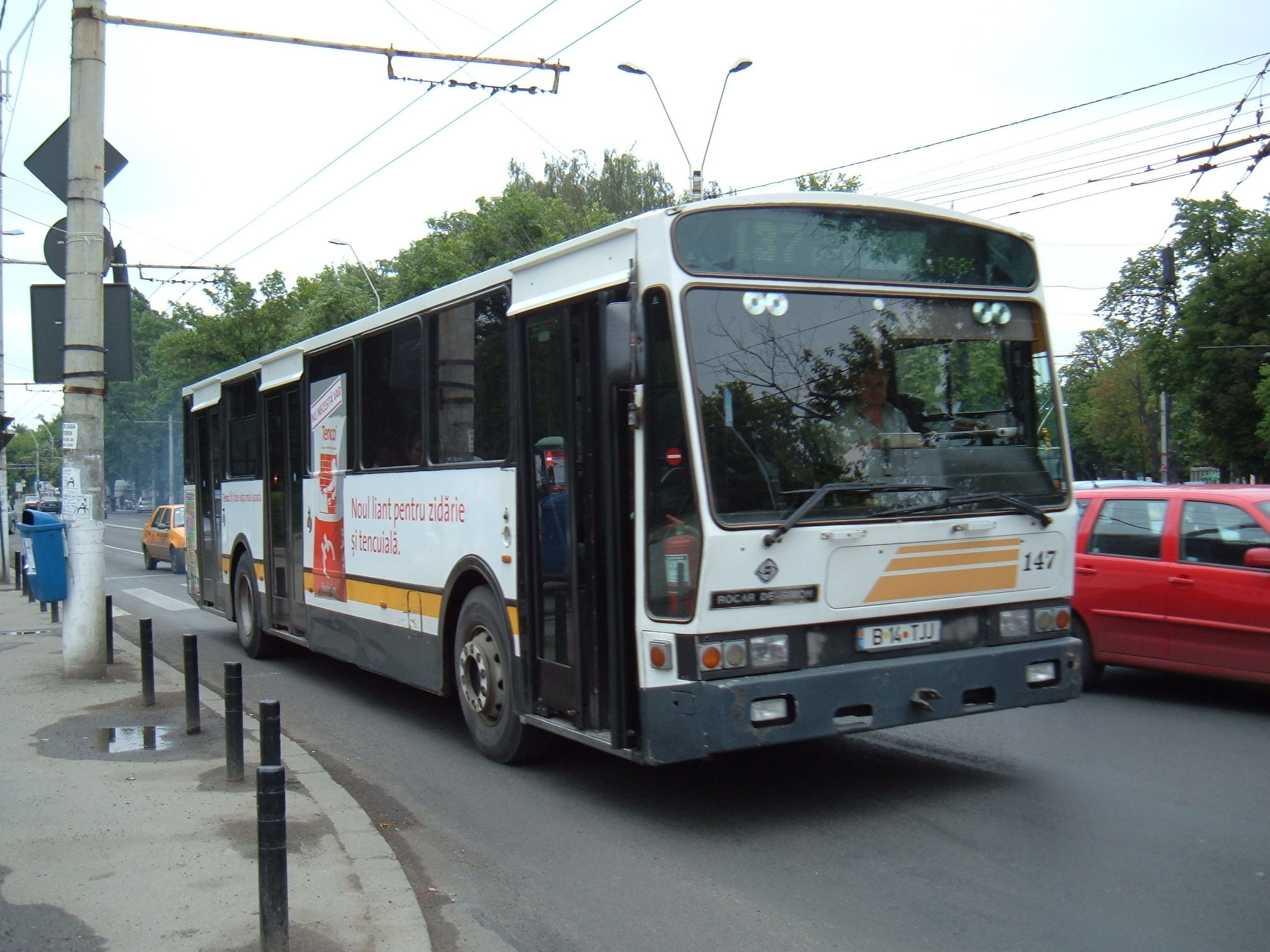
Autobus Rocar - De Simon à Bucarest

En 1996, De Simon obtient un marché avec la société roumaine "Rocar" pour la production complète de 400 autobus urbains dont la livraison est échelonnée jusqu'en 2002.
À partir de 1997, De Simon produit des autobus interurbains en version 10, 12 et articulés de 18 mètres baptisé "Millemiglia Zefiro", commercialisé par le réseau Scania dans plusieurs pays. 
Le 16 septembre 2008, la société dépose son bilan n'ayant pu trouver un partenaire en Europe.

## Production

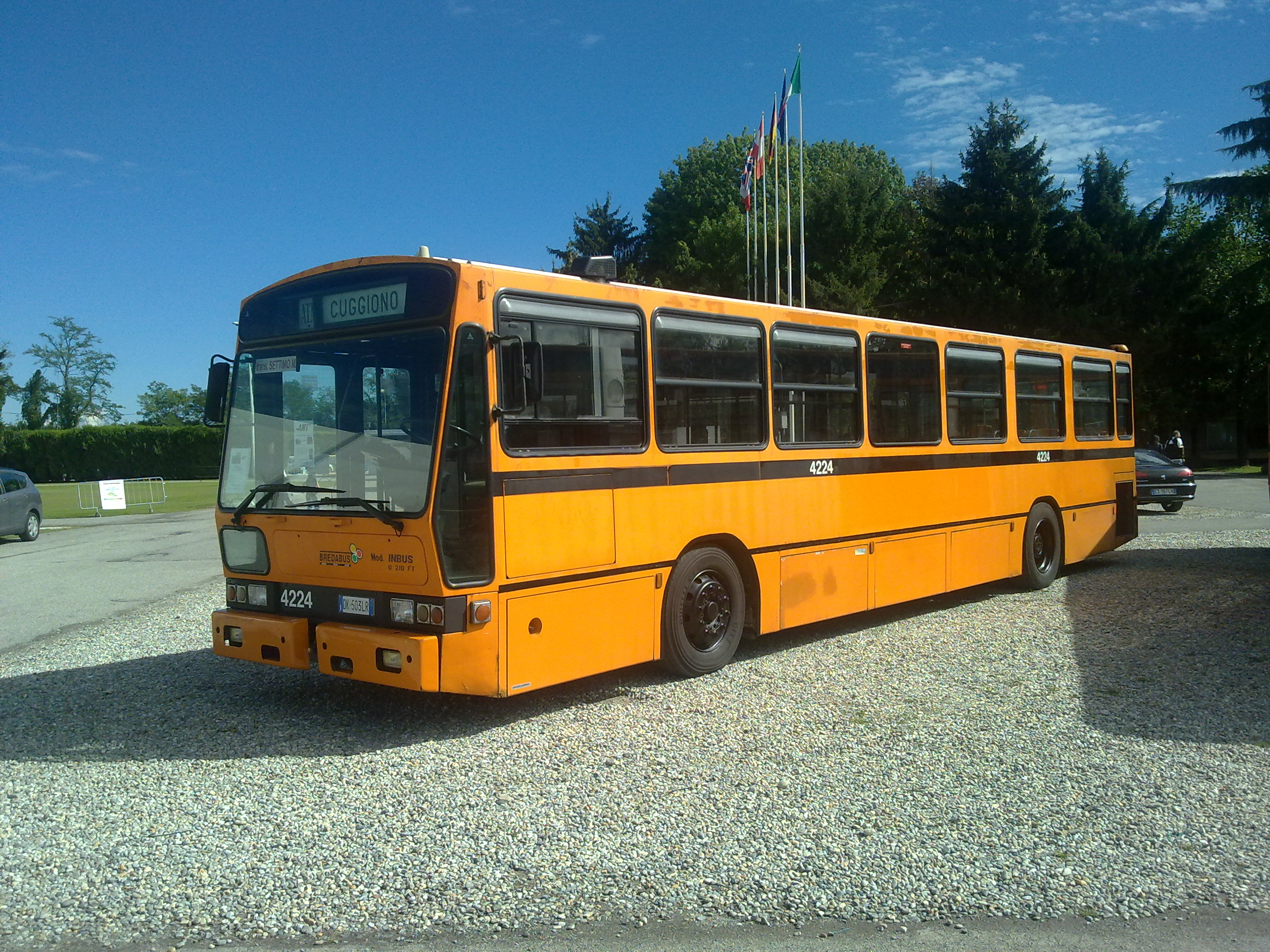
Autobus urbain InBus U.210 de ATM Milan 1988

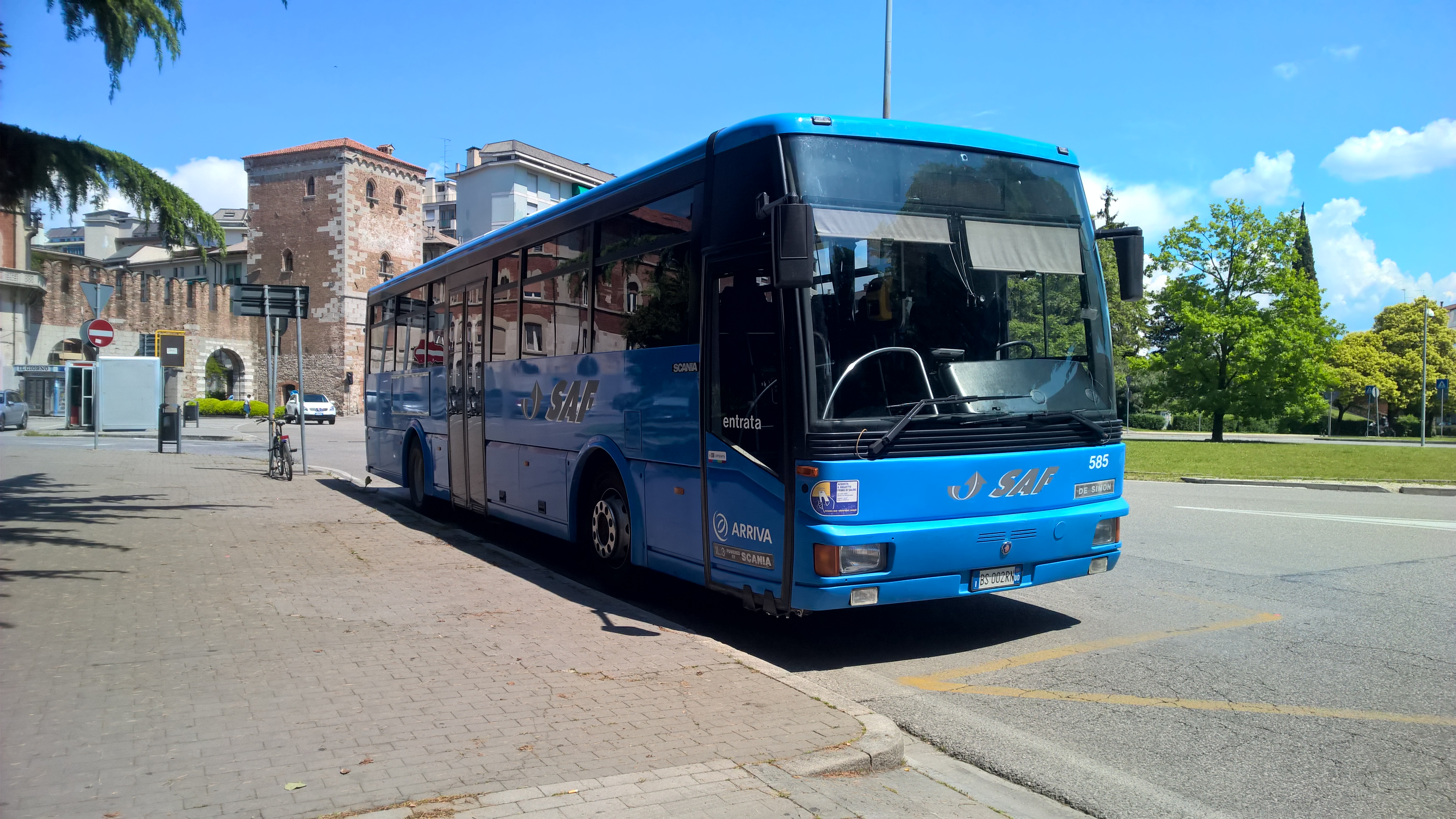
De Simon IL.3 moteur Scania

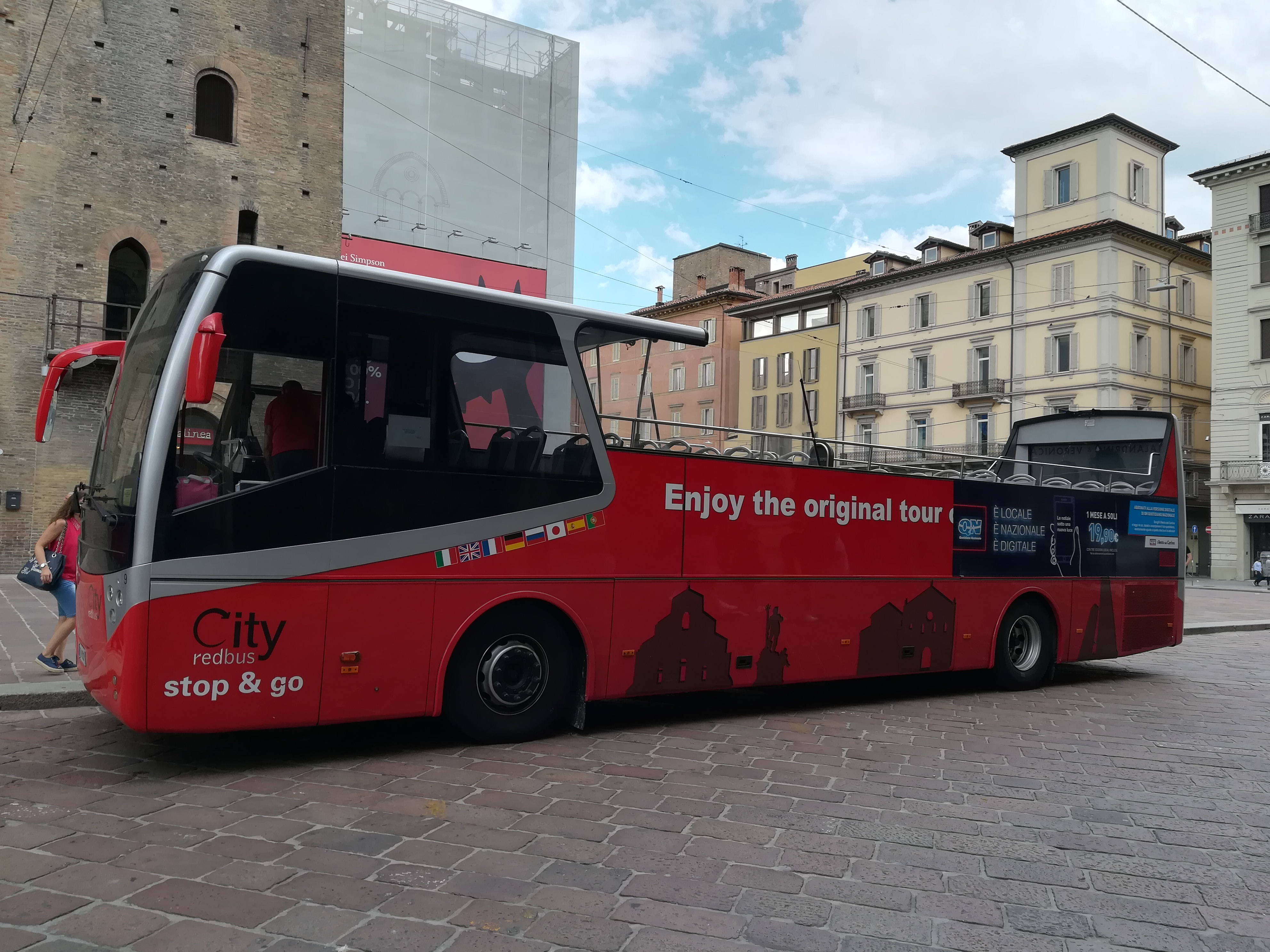
De Simon Millemiglia Zefiro à Bologne

La société De Simon Bus a collaboré à la production de nombreux modèles en utilisant des bases de plusieurs constructeurs italiens, les principales réalisations sont : 

### Autocars ligne et tourisme
À partir de 1956, De Simon a concentré sa gamme d'autocars sur les modèles standards italiens Fiat 306, 308 et 309, puis s'est élargie et a couvert, à partir de 1966, les longueurs de 7,50 mètres avec le Fiat 314 jusqu'à 12 mètres, comme le Fiat 343L. En 1975, avec l'apparition du Fiat 370, De Simon a connu un énorme essor brutalement arrêté par le terrible tremblement de terre du Frioul du 6 mai 1976 à 21 heures. 
L'usine a été reconstruite et a repris son activité en 1978/79. Malgré sa participation au consortium InBus SpA, la carrozzeria De Simon a poursuivi son activité de carrossier indépendant réalisant de très nombreuses versions d'autocars de tourisme et de ligne sur la base de l'IVECO 370.

### Autobus urbains
L'une des premières réalisations de grand succès d'autobus urbain complet a été le Fiat 409 De Simon lancé en 1955. Puis beaucoup d'autres se sont enchaînés comme les Fiat 410 en 1960, Fiat 418 en 1971. La gamme des autobus urbains s'est ensuite élargie aux midibus de 7,5 mètres avec la version urbaine du Fiat 314, le Fiat 414. En 1980, c'est le grand succès de l'IVECO 480 TurboCity. 
À partir de 1976, comme pour la gamme autocars, De Simon tente d'imposer la standardisation des composants entre les modèles avec, pour les productions InBus, l'utilisation du châssis Siccar 176. Mais pour utiliser les mêmes parebrises ou parechocs sur tous les modèles, il faut que ceux-ci aient la même largeur or, si l'on peut construire un autobus de 10 mètres comme de 12 mètres avec la même largeur standard de 2,5 mètres, on ne peut pas faire de même avec un midibus de 7,5 mètres de longueur. Cette standardisation a été possible entre les modèles urbains Fiat 418 et Fiat 343 de tourisme.

### Gamme InBus (1975-1989)
- InBus U.210 - autobus urbain de 12 mètres,
- InBus S.210/I.210 - autocar suburbain / ligne régionale de 12 mètres,
- InBus U.150 - midibus urbain de 8,60 mètres,
- InBus S.150/I.150 - midicar suburbain / de ligne de 8,60 mètres,
- InBus U.240 - autobus urbain de 12 mètres,
- InBus S.240/I.240 - autocar suburbain / de ligne de 12 mètres,
- Inbus AID.280 FT - autobus urbain/suburbain articulé de 18 mètres,
- InBus I.330 - autocar interurbain de 12 mètres,
- InBus SL.330 - autocar tourisme et GT de 12 mètres,
- InBus F.140 - trolleybus urbain de 12 mètres.

### Gamme De Simon (1987-2008)
- Rocar De Simon 412 - trolleybus, autobus urbain et suburbain de 12 mètres,
- Van Hool AG300 - autobus urbain articulé de 18 mètres,
- De Simon IN.3 - autocar interurbain de 10 mètres, fabriqué de 1997 à 2007, motorisation Scania,
- De Simon IL.3 - autocar interurbain de 12 mètres, fabriqué de 1997 à 2007, motorisation Scania ou Mercedes-Benz,
- De Simon IL.4 - autocar tourisme HD de 12 mètres, fabriqué de 1997 à 2007, motorisation Scania,
- De Simon IS.2 - autocar interurbain articulé de 18 mètres, motorisation MAN,
- De Simon Millemiglia 12 HD - autocar tourisme HD de 12 mètres, motorisation Scania,
- De Simon Millemiglia 10 HD - autocar tourisme HD de 10 mètres,  motorisation Scania
- De Simon Millemiglia 10 Eav,
- De Simon Millemiglia Zefiro - autocar de tourisme et GT sans toit, motorisation au choix IVECO, Mercedes ou Scania.